# Constance Bonacieux
Constance Bonacieux est un personnage de fiction créé par Alexandre Dumas dans son célèbre roman Les Trois Mousquetaires.

## Présentation
Elle est la femme de M. Bonacieux, mercier et propriétaire du logement de d'Artagnan et travaille comme lingère au palais du Louvre. Lors de son premier enlèvement, perpétré en raison de sa loyauté envers la reine Anne d'Autriche, elle-même haïe par le cardinal de Richelieu et méprisée par le roi Louis XIII, elle réussit à s'échapper en descendant à l'aide de drap par la fenêtre de sa prison, ce qui a plu à d'Artagnan, mais finit par être retrouvée. D'Artagnan la défend et, comme elle est jeune et jolie, en tombe amoureux.
Par le peu qu'on connaît d'elle, on sait qu'elle a un fort caractère (la chicane avec son mari), tout en étant vertueuse, mais pas autant que Louise de la Vallière. Elle est intrépide et n'hésite pas à réaliser des missions d'espionnage (D'Artagnan la surprend dans l'une d'elles) ou de servir la reine en permettant à Buckingham de venir la voir. Elle tombe rapidement amoureuse de d'Artagnan à cause de son courage, de son abnégation à la servir et sa fougue de jeunesse. Enlevée une seconde fois par des hommes de main de Richelieu pour la même raison que la première fois, elle est finalement empoisonnée par Milady de Winter et enterrée dans un couvent proche de Béthune.

## Interprètes

### Cinéma
Le rôle de Constance Bonacieux a été interprété par :
- Pierrette Madd dans Les Trois Mousquetaires (film, 1921)
- Marguerite De La Motte dans Les Trois Mousquetaires (film, 1921)
- Blanche Montel dans Les Trois Mousquetaires (film, 1932)
- Heather Angel dans Les Trois Mousquetaires (film, 1935)
- June Allyson dans Les Trois Mousquetaires (film, 1948)
- Danielle Godet dans Les Trois Mousquetaires (film, 1953)
- Marie-Blanche Vergne dans Les Trois Mousquetaires (téléfilm, 1959)
- Perrette Pradier dans Les Trois Mousquetaires (film, 1961)
- Paloma Matta dans D'Artagnan (mini-série, 1969)
- Raquel Welch dans Les Trois Mousquetaires (film, 1973)
- Josephine Chaplin dans Les Quatre Charlots mousquetaires (film, 1974)
- Irina Alfiorova dans D'Artagnan et les Trois Mousquetaires (mini-série, 1978)
- Julie Delpy dans Les Trois Mousquetaires (film, 1993)
- Mena Suvari (sous le nom de Francesca Bonacieux) dans D'Artagnan (film, 2001)
- Diana Amft dans D'Artagnan et les Trois Mousquetaires (mini-série, 2005)
- Gabriella Wilde dans Les Trois Mousquetaires (film, 2011)
- Tamla Kari dans The Musketeers (série, 2014)
- Lyna Khoudri dans le diptyque Les Trois Mousquetaires : D'Artagnan et Les Trois Mousquetaires : Milady (films, 2023)

### Comédie musicale
Le rôle de Constance Bonacieux est interprété par Megan Lanquar dans la comédie musicale Les 3 Mousquetaires en 2016.